# Irina Brżeska
Irina Władimirowna Brżeska (ur. 5 października 1909 w Kijowie, zm. 4 sierpnia 1990 Kuremäe) – rosyjska malarka mieszkająca od 1951 roku w Estonii.

## Życiorys
Irina Brżeska urodziła się w Kijowie. Jej ojciec Włodzimierz Brzeski był polskim inżynierem, a matka śpiewaczką operową. Brat Nikołaj i siostra Antonina byli pianistami. Uczyła się malarstwa w Kijowie i Moskwie. W 1932 roku została przyjęta do Moskiewskiego Związku Artystów, a od 1952 roku należała do Estońskiego Związku Artystów. Mieszkała w Moskwie do 1951 roku, gdy z powodu trudnych warunków życia przeprowadziła się do Estonii. Mieszkała w Tallinnie, a od 1976 w małym gospodarstwie w Kuremäe obok Piuchtickiego Monasteru Zaśnięcia Matki Bożej. Malowała portrety znanych estońskich artystów, m.in. braci Üla i Jüriego Tuulików, Mare Vint, Ity Ever, Juhana Raudseppa, Arvo Pärta. Gdy mieszkała w Kuremäe odwiedzali ją estońscy twórcy tacy jak: poeta Adik Levin, plastyk Günther Reindorff, pisarz Jaan Kross czy poeta Uno Laht.
Większość jej obrazów znajduje się w prywatnych kolekcjach. Część znalazła się w estońskich i rosyjskich muzeach. Duży zbiór posiada MTÜ Vene Muuseum. W 2017 roku estońska Akademia Sztuki podpisała z muzeum umowę o współpracy. Jej celem było zabezpieczenie posiadanych przez muzeum obrazów Iriny Brżeskiej. Kilka lat wcześniej jej obrazy zostały przekazane do muzeum przez Monaster Piuchticki, gdzie były przechowywane.